# FC Wil/Saison 1992/93
Dieser Artikel hat den FC Wil in der Saison 1992/93 zum Thema. Die Saison war die erste Saison in der zweithöchsten Spielklasse (Nationalliga B), nach 38 Jahren.

## Ausgangslage
Der FC Wil war in der Saison 1991/92 in die zweithöchste Liga, die Nationalliga B, aufgestiegen, nachdem er mit seinem Trainer Christian Gross von der 2. Liga bis in die NLB zweimal hintereinander aufgestiegen war. Der Aufstieg der Wiler bedeutete die erste Wiler Saison in der zweithöchsten Liga seit der Saison 1953/54, also seit über 38 Jahren. Die Nationalliga B war damals in zwei Gruppen aufgeteilt. Die Wiler wurden der Ost-Gruppe zugeordnet. Die Wiler Mannschaft bestand aus reinen Amateuren rund um den Spielertrainer Christian Gross, der damals selbst noch im Nebenjob bei der Sportartikelfirma «Blacky» arbeitete.

## Saisonverlauf

### Qualifikationsrunde
Das erste NLB-Spiel nach über 38 Jahren absolvierten die Wiler am 19. Juli 1992 auswärts beim FC Wettingen. Das Aufeinandertreffen endete torlos. In der zweiten Runde trafen die Wiler zuhause auf den FC Winterthur. Die Eulachstädter führten bereits nach der ersten Halbzeit mit 0:1, die Wiler konnten per Foulpenalty noch den Anschlusstreffer zum 1:2 erzielen. Beide Treffer für Winterthur erzielte der spätere Wil-Sportchef und -Trainer Axel Thoma. In der dritten Runde spielten die Wiler beim FC Emmenbrücke, das Spiel gewannen die Wiler 0:2, beide Tore erzielte Patrick Tarnutzer. Am Schweizer Nationalfeiertag gewannen die Äbtestädter zuhause gegen Brüttisellen gleich mit 4:0. Als Gast im Tessin bei der AC Bellinzona konnten die Wiler ein knappes 2:2 erreichen. Rocco Bianchi schrieb für das Tessiner Giornale del Popolo, dass sich das Unentschieden wie eine Niederlage anfühle. Die resignierenden Granata hätten die Wiler faktisch zur Punkteteilung eingeladen. So eine Leistung sehe man nicht einmal in der 5. Liga, meinte Bianchi zu einzelnen Aktionen der Tessiner Teams. («Roba che non si vede più neppure in Quinta Lega.») Auch in der nächsten Runde drei Tage später kamen die Wiler nicht über ein 2:2-Unentschieden, dieses Mal gegen Kriens, hinaus. Beim nächsten Heimspiel fielen zwar keine Tore, allerdings wurde mit 4400 ein neuer Stadionrekord aufgestellt. Auswärts beim FC Schaffhausen spielten die Wiler mit einem 1:1 erneut unentschieden. Zuhause gegen Chur gewannen sie Ende August 2:0. Auch das Gastspiel in Baden konnten die Wiler mit 0:3 locker für sich entscheiden. Das Heimspiel gegen den FC Locarno verloren sie allerdings mit 0:2. Eine Woche später verloren die Wiler wieder ein Heimspiel 0:2 gegen den FC Wettingen. In Winterthur erlitten sie eine Woche später nochmals eine Niederlage, als sie vor 1800 Zuschauern 3:0 unterlagen. Die Negativserie konnten die Wiler eine Runde später zuhause gegen Emmenbrücke beenden, als sie 3:0 gewannen. Wil platzierte sich mit dem Sieg auf dem sechsten Platz und damit auf einem Qualifikationsplatz für die Auf-/Abstiegsrunde. In Locarno spielten die Wiler nach einem Ausgleich in der 42. Minute per Penalty durch Thomas Buhl 1:1. Der Punktgewinn wurde von der Sportinformation Si als «überraschend» eingestuft. Auswärts beim FC Brüttisellen gewannen die Äbtestädter 0:2. Auch gegen die AC Bellinzona gewannen die Wiler mit 3:0. Das für den 31. Oktober geplante Spiel beim SC Kriens wurde auf den 10. November verschoben. Das Spiel in Kriens ging schliesslich 1:1 aus. Das Spiel am 8. November gegen den FC Luzern ging vor 3900 Zuschauern torlos zu Ende. Beim Spiel gegen den FC Schaffhausen am 14. November verloren die Wiler 1:2. Damit schloss der Verfolger FC Baden mit einem 3:1-Sieg wieder punktegleich zum FC Wil auf, der sich aufgrund des besseren Torverhältnisses allerdings auf dem sechsten Platz platzierte.  Beim FC Chur konnten die Wiler zwar mit 1:2 gewinnen, allerdings wurden gleich zwei Wil-Spieler vom Tessiner Schiedsrichter Francesco Bianchi vom Platz verwiesen, Schneider wegen einer Tätlichkeit, Rico Fuchs anschliessend wegen einer Notbremse. Das letzte Spiel der Qualifikationsrunde besuchten in Wil 3800 Zuschauer. Sie sahen gegen den FC Baden ein 2:0. Der Verein platzierte sich damit auf dem fünften Platz und qualifizierte sich somit als Aufsteiger bereits für die Auf-/Abstiegsrunde. 
Ende Jahr kam es nochmals zu etwas Drama im Verein. Stürmer Ruedi Hasler, der als Chefkassier bei der Münchwilener Raiffeisenbank arbeitete, war überraschend ins Ausland geflüchtet. Er habe vorher eine Million Franken unterschlagen. Schliesslich kündigte sogar Christian Gross an, Ruedi Hasler persönlich zurück in die Schweiz zu holen. Hasler wurde 1997 in Thailand verhaftet.

### Auf-/Abstiegsrunde NLA/NLB
Die Wiler starteten zuhause gegen Chênois und verloren 0:1. Gegen den FC Basel, der damals in der NLB Gruppe West spielte, erreichten die Wiler ein 1:1-Unentschieden. Beim Heimspiel gegen den FC Locarno gingen die Wiler gleich mit 0:4 unter. Gemäss dem Giornale del Popolo schafften sie es nicht, dem Pressing von Locarno etwas entgegenzustellen. Gegen den FC Luzern verloren die Wiler auf der Luzerner Allmend mit 4:0. Stefan Wolf erzielte dabei einen Hattrick. Im April empfingen die Wiler den FC Bulle aus dem Kanton Freiburg und verloren das Spiel 0:3. Gemäss den Freiburger Nachrichten war es ein Spiel auf nur ein Tor. Allerdings traf Petruzzi für die Wiler einmal den Pfosten. Wil sei nicht «fähig» gewesen «anständige Angriffe zu lancieren», da sie viel zu «verunsichert wirkte[n]» nach den deutlichen Niederlagen in den Runden zuvor. Auswärts bei der SR Delémont verloren die Wiler 2:1. Mitte April wurde vermeldet, dass Christian Gross den Verein Ende Jahr als Trainer verlassen werde. Beim Heimspiel gegen GC brachen die Wiler erneut den Stadionrekord mit 4900 Zuschauern. Die Grasshoppers waren zu Beginn der Saison mit ihrem hochkarätigen Kader noch als Titelfavoriten gehandelt worden, spielten nun allerdings in der Auf-/Abstiegsrunde. Die Neue Zürcher Zeitung schrieb über den späteren Wil-Trainer Ciriaco Sforza, dass er «[d]er wichtigste, wenn auch nicht auffälligste Spieler der Grasshoppers» gewesen sei. Die Grasshoppers seien ungefährdet und überlegen zum 4:0-Sieg gekommen. Zwei Wochen später spielte Wil erneut gegen die «Hoppers». Nach dem Urteil der NZZ waren die Wiler lange ebenbürtig, verloren dann aber doch 2:0. Beim Heimspiel vor deutlich kleinerer Kulisse als zuvor gegen GC (700 Zuschauer) verloren die Wiler erneut gegen Delémont mit 1:3. Gegen den FC Bulle konnte der FC Wil wieder einmal punkten und spielte 1:1. Mit dem FC Luzern zu Gast waren die Wiler wieder chancenlos und verloren 0:3. Im Juni trafen sie zum zweiten Mal in der Auf-/Abstiegsrunde auf den FC Locarno. Auch hier verloren die Wiler, dieses Mal mit 2:0 etwas weniger hoch als im März. Die Tessiner konnten damit eine Serie von sieben Niederlagen beenden. Die Wiler konnten beim Heimspiel gegen Basel lange mithalten, führten zur Pause sogar mit 1:0, spielten schliesslich allerdings 1:1. Die Saison endete mit einem 1:2-Sieg gegen Chênois. Es war der einzige Sieg in der ganzen Auf-/Abstiegsrunde für den FC Wil. Er landete damit auf dem letzten Platz seiner Gruppe in der Auf-/Abstiegsrunde.

### Cup
Im Cup traten die Wiler in der zweiten Hauptrunde an. Sie schieden 3:0 beim drittklassigen Gossau aus.

## Resultate

### Qualifikationsrunde
| 18. Juli 1992 | FC Wettingen | 0:0 | FC Wil | Altenburg, Wettingen Zuschauer: 450 Schiedsrichter: Barmettler, Oberrieden |
| 18. Juli 1992 |              |     |        | Altenburg, Wettingen Zuschauer: 450 Schiedsrichter: Barmettler, Oberrieden |

| 22. Juli 1992 | FC Wil                  | 1:2 | FC Winterthur | Stadion Bergholz, Wil Zuschauer: 1800 Schiedsrichter: Müller, Bern |
| 22. Juli 1992 | Tarnutzer 76′ (Penalty) |     | 18′ 54′ Thoma | Stadion Bergholz, Wil Zuschauer: 1800 Schiedsrichter: Müller, Bern |

| 25. Juli 1992 | FC Emmenbrücke    | 0:2 | FC Wil | Stadion Gersag, Emmenbrücke Zuschauer: 650 Schiedsrichter: Herrmann, Hinterkappelen |
| 25. Juli 1992 | Tarnutzer 45′ 84′ |     |        | Stadion Gersag, Emmenbrücke Zuschauer: 650 Schiedsrichter: Herrmann, Hinterkappelen |

| 1. August 1992 | FC Wil                                          | 4:0 | FC Brüttisellen | Stadion Bergholz, Wil Zuschauer: 1500 Schiedsrichter: Bianchi, Chiasso |
| 1. August 1992 | Ljajić 14′ 24′ Schneider 63′ Buhl 88′ (Penalty) |     |                 | Stadion Bergholz, Wil Zuschauer: 1500 Schiedsrichter: Bianchi, Chiasso |

| 8. August 1992 | AC Bellinzona          | 2:2 | FC Wil             | Stadio Comunale, Bellinzona Zuschauer: 700 Schiedsrichter: Bettex, Echallens |
| 8. August 1992 | Drews 29′ Esposito 72′ |     | 62′ Baur 74′ Egger | Stadio Comunale, Bellinzona Zuschauer: 700 Schiedsrichter: Bettex, Echallens |

| 11. August 1992 | FC Wil             | 2:2 | SC Kriens    | Stadion Bergholz, Wil Zuschauer: 1500 Schiedsrichter: Ribul, Neuenburg |
| 11. August 1992 | Holenstein 35′ 73′ |     | 6′ 90′ Vukic | Stadion Bergholz, Wil Zuschauer: 1500 Schiedsrichter: Ribul, Neuenburg |

| 15. August 1992 | FC Wil | 0:0 | FC Luzern | Stadion Bergholz, Wil Zuschauer: 4400 Schiedsrichter: Weber, Bern |
| 15. August 1992 |        |     |           | Stadion Bergholz, Wil Zuschauer: 4400 Schiedsrichter: Weber, Bern |

| 26. August 1992 | FC Schaffhausen | 1:1 | FC Wil    | Stadion Breite, Schaffhausen Zuschauer: 1959 Schiedsrichter: Mummenthaler, Grenchen |
| 26. August 1992 | Pagno 48′       |     | 6′ Ljajić | Stadion Breite, Schaffhausen Zuschauer: 1959 Schiedsrichter: Mummenthaler, Grenchen |

| 29. August 1992 | FC Wil                | 2:0 | FC Chur    | Stadion Bergholz, Wil Zuschauer: 1300 Schiedsrichter: Vollenweider, Rüti ZH |
| 29. August 1992 | Egger 53′ Raschle 59′ |     | 82' Pozzys | Stadion Bergholz, Wil Zuschauer: 1300 Schiedsrichter: Vollenweider, Rüti ZH |

| 2. September 1992 | FC Baden | 0:3                       | FC Wil | Stadion Esp, Baden AG Zuschauer: 500 Schiedsrichter: Tollot, Pieterlen |
| 2. September 1992 |          | 49′ 58′ Hasler 67′ Ljajić |        | Stadion Esp, Baden AG Zuschauer: 500 Schiedsrichter: Tollot, Pieterlen |

| 12. September 1992 | FC Wil | 0:2                      | FC Locarno | Stadion Bergholz, Wil Zuschauer: 2500 Schiedsrichter: Ruppen, Siders |
| 12. September 1992 |        | 16′ Marchand 71′ Moreira |            | Stadion Bergholz, Wil Zuschauer: 2500 Schiedsrichter: Ruppen, Siders |

| 19. September 1992 | FC Wil | 0:2                     | FC Wettingen | Stadion Bergholz, Wil Zuschauer: 1900 Schiedsrichter: Marti, Luzern |
| 19. September 1992 |        | 49′ Munera 71′ di Jorio |              | Stadion Bergholz, Wil Zuschauer: 1900 Schiedsrichter: Marti, Luzern |

| 26. September 1992 | FC Winterthur              | 3:0 | FC Wil | Stadion Schützenwiese, Winterthur Zuschauer: 1800 Schiedsrichter: Meier, Wettingen |
| 26. September 1992 | 21′ 70′ Ramsauer 58′ Thoma |     |        | Stadion Schützenwiese, Winterthur Zuschauer: 1800 Schiedsrichter: Meier, Wettingen |

| 6. Oktober 1992 | FC Wil                             | 3:0 | FC Emmenbrücke | Stadion Bergholz, Wil Zuschauer: 1000 Schiedsrichter: Schuler, Einsiedeln |
| 6. Oktober 1992 | 5′ Hasler 42′ Ljajić 83′ Schneider |     |                | Stadion Bergholz, Wil Zuschauer: 1000 Schiedsrichter: Schuler, Einsiedeln |

| 10. Oktober 1992 | FC Locarno  | 1:1 | FC Wil             | Stadio Lido, Locarno Zuschauer: 900 Schiedsrichter: Dahinden, Römerswil |
| 10. Oktober 1992 | Moreira 36′ |     | 42′ (Penalty) Buhl | Stadio Lido, Locarno Zuschauer: 900 Schiedsrichter: Dahinden, Römerswil |

| 17. Oktober 1992 | FC Brüttisellen | 0:2                     | FC Wil | Sportplatz Lindenbuck, Brüttisellen Schiedsrichter: Marti, Luzern |
| 17. Oktober 1992 |                 | 12′ Fuchs 75′ Schneider |        | Sportplatz Lindenbuck, Brüttisellen Schiedsrichter: Marti, Luzern |

| 24. Oktober 1992 | FC Wil                                     | 3:0 | AC Bellinzona | Stadion Bergholz, Wil Zuschauer: 1200 Schiedsrichter: Bochsler, Basel |
| 24. Oktober 1992 | ?′ (Penalty) 82′ (Penalty) Buhl 28′ Ljajić |     |               | Stadion Bergholz, Wil Zuschauer: 1200 Schiedsrichter: Bochsler, Basel |

| 10. November 1992 | SC Kriens | 1:1 | FC Wil | Stadion Kleinfeld, Kriens |
| 10. November 1992 |           |     |        | Stadion Kleinfeld, Kriens |

| 8. November 1992 | FC Luzern | 0:0 | FC Wil | Stadion Allmend, Luzern |
| 8. November 1992 |           |     |        | Stadion Allmend, Luzern |

| 14. November 1992 | FC Wil | 1:2 | FC Schaffhausen | Stadion Bergholz, Wil |
| 14. November 1992 |        |     |                 | Stadion Bergholz, Wil |

| 22. November 1992 | FC Chur        | 1:2 | FC Wil                                                | Ringstrasse, Chur Zuschauer: 450 Schiedsrichter: Bianchi, Chiasso |
| 22. November 1992 | Hangartner 57′ |     | 42′ Ljajić 52′ (Penalty) Buhl 70′ Schneider 82′ Fuchs | Ringstrasse, Chur Zuschauer: 450 Schiedsrichter: Bianchi, Chiasso |

| 29. November 1992 | FC Wil                  | 2:0 | FC Baden | Stadion Bergholz, Wil Zuschauer: 3800 Schiedsrichter: Herrmann, Hinterkappelen |
| 29. November 1992 | Hasler 24′ Pedruzzi 90′ |     |          | Stadion Bergholz, Wil Zuschauer: 3800 Schiedsrichter: Herrmann, Hinterkappelen |

### Auf-/Abstiegsrunde NLA/NLB
| 28. Februar 1993 | FC Wil | 0:1           | CS Chênois | Stadion Bergholz, Wil Zuschauer: 1700 Schiedsrichter: Schluchter, Bottmingen |
| 28. Februar 1993 |        | 60′ Popoviciu |            | Stadion Bergholz, Wil Zuschauer: 1700 Schiedsrichter: Schluchter, Bottmingen |

| 7. März 1993 | FC Basel   | 1:1 | FC Wil     | St. Jakob-Stadion, Basel Zuschauer: 9200 Schiedsrichter: Herrmann, Hinterkappelen |
| 7. März 1993 | Cimino 28′ |     | 45+2′ Buhl | St. Jakob-Stadion, Basel Zuschauer: 9200 Schiedsrichter: Herrmann, Hinterkappelen |

| 14. März 1993 | FC Wil | 0:4                                         | FC Locarno | Stadion Bergholz, Wil Zuschauer: 2400 Schiedsrichter: Detruche, Thônex |
| 14. März 1993 |        | 12′ Fluri 45′ Bützer 54′ Barbas 89′ Morandi |            | Stadion Bergholz, Wil Zuschauer: 2400 Schiedsrichter: Detruche, Thônex |

| 24. März 1993 | FC Luzern                 | 4:0 | FC Wil | Stadion Allmend, Luzern Zuschauer: 3500 Schiedsrichter: Friedrich, Seedorf |
| 24. März 1993 | Wolf 13′ 16′ 63′ Gmür 63′ |     |        | Stadion Allmend, Luzern Zuschauer: 3500 Schiedsrichter: Friedrich, Seedorf |

| 3. April 1993 | FC Wil | 0:3                             | FC Bulle | Stadion Bergholz, Wil Zuschauer: 1200 Schiedsrichter: Vollenweider, Rüti ZH |
| 3. April 1993 |        | 25′ 33′ Hartmann 85′ Corminbœuf |          | Stadion Bergholz, Wil Zuschauer: 1200 Schiedsrichter: Vollenweider, Rüti ZH |

| 10. April 1993 | SR Delémont                       | 2:1 | FC Wil     | La Blancherie, Delsberg Zuschauer: 1200 Schiedsrichter: Mummenthaler, Grenchen |
| 10. April 1993 | Sallai 32′ (Penalty) Pölöskei 48′ |     | 77′ Gehrig | La Blancherie, Delsberg Zuschauer: 1200 Schiedsrichter: Mummenthaler, Grenchen |

| 24. April 1993 | FC Wil | 0:4                                  | GC Zürich | Stadion Bergholz, Wil Zuschauer: 4900 Schiedsrichter: Meier, Wettingen |
| 24. April 1993 |        | 36′ Közle 40′ 48′ Willems 56′ Sutter |           | Stadion Bergholz, Wil Zuschauer: 4900 Schiedsrichter: Meier, Wettingen |

| 8. Mai 1993 | GC Zürich            | 2:0 | FC Wil | Hardturm, Zürich Zuschauer: 2400 Schiedsrichter: Detruche, Thônex |
| 8. Mai 1993 | Willems 7′ Yakin 54′ |     |        | Hardturm, Zürich Zuschauer: 2400 Schiedsrichter: Detruche, Thônex |

| 15. Mai 1993 | FC Wil    | 1:3 | SR Delémont                      | Stadion Bergholz, Wil Zuschauer: 700 Schiedsrichter: Schoch, Basel |
| 15. Mai 1993 | Egger 62′ |     | 29′ Léchenne 29′ Renzi 83′ Varga | Stadion Bergholz, Wil Zuschauer: 700 Schiedsrichter: Schoch, Basel |

| 22. Mai 1993 | FC Bulle   | 1:1 | FC Wil    | Stade de Bouleyres, Bulle Zuschauer: 250 Schiedsrichter: Detruche, Thônex |
| 22. Mai 1993 | Bwalya 44′ |     | 20′ Fuchs | Stade de Bouleyres, Bulle Zuschauer: 250 Schiedsrichter: Detruche, Thônex |

| 25. Mai 1993 | FC Wil | 0:3                                          | FC Luzern | Stadion Bergholz, Wil Zuschauer: 2200 Schiedsrichter: Fischer, Büren an der Aare |
| 25. Mai 1993 |        | 19′ Gerstenmájer 36′ Bertelsen 90′ Camenzind |           | Stadion Bergholz, Wil Zuschauer: 2200 Schiedsrichter: Fischer, Büren an der Aare |

| 5. Juni 1993 | FC Locarno            | 2:0 | FC Wil | Stadio Lido, Locarno Zuschauer: 600 Schiedsrichter: Vuillemin, Genf |
| 5. Juni 1993 | Bützer 37′ Barbas 45′ |     |        | Stadio Lido, Locarno Zuschauer: 600 Schiedsrichter: Vuillemin, Genf |

| 9. Juni 1993 | FC Wil            | 1:1 | FC Basel | Stadion Bergholz, Wil Zuschauer: 1700 Schiedsrichter: Schuler, Einsiedeln |
| 9. Juni 1993 | Mario Petruzzi 9′ |     | 70′ Berg | Stadion Bergholz, Wil Zuschauer: 1700 Schiedsrichter: Schuler, Einsiedeln |

| 12. Juni 1993 | CS Chênois | 1:2 | FC Wil                    | Stade des Trois-Chênes, Chêne-Bourg Zuschauer: 350 Schiedsrichter: Fischer, Büren an der Aare |
| 12. Juni 1993 | Ursea 41′  |     | 52′ Raschle 80′ Tarnutzer | Stade des Trois-Chênes, Chêne-Bourg Zuschauer: 350 Schiedsrichter: Fischer, Büren an der Aare |

### Cup
| 22./23. August 1992 | FC Gossau | 3:0 | FC Wil | Sportanlage Buechenwald, Gossau |
| 22./23. August 1992 |           |     |        | Sportanlage Buechenwald, Gossau |

## Tabelle

### Qualifikationsrunde (Gruppe Ost)
Die ersten sechs Teams bestritten die Auf-/Abstiegsrunde NLA/NLB, der Rest die NLB-Abstiegsrunde.
| Pl.                                                               | Verein          | Sp. | S  | U  | N  | Tore    | Diff. | Punkte |
| ----------------------------------------------------------------- | --------------- | --- | -- | -- | -- | ------- | ----- | ------ |
| 1.                                                                | FC Luzern       | 22  | 13 | 7  | 2  | 041:120 | +29   | 33     |
| 2.                                                                | FC Winterthur   | 22  | 13 | 6  | 3  | 046:210 | +25   | 32     |
| 3.                                                                | FC Locarno      | 22  | 10 | 10 | 2  | 038:220 | +16   | 30     |
| 4.                                                                | FC Schaffhausen | 22  | 11 | 7  | 4  | 038:230 | +15   | 29     |
| 5.                                                                | FC Wil          | 22  | 9  | 8  | 5  | 032:190 | +13   | 26     |
| 6.                                                                | SC Kriens       | 22  | 9  | 7  | 6  | 039:260 | +13   | 25     |
| 7.                                                                | FC Baden        | 22  | 7  | 9  | 6  | 027:280 | −1    | 23     |
| 8.                                                                | AC Bellinzona   | 22  | 3  | 8  | 11 | 028:440 | −16   | 14     |
| 9.                                                                | FC Chur         | 22  | 3  | 8  | 11 | 023:440 | −21   | 14     |
| 10.                                                               | FC Wettingen    | 22  | 5  | 3  | 14 | 018:390 | −21   | 13     |
| 11.                                                               | FC Emmenbrücke  | 22  | 4  | 5  | 13 | 020:420 | −22   | 13     |
| 12.                                                               | FC Brüttisellen | 22  | 5  | 2  | 15 | 023:530 | −30   | 12     |
| Quelle: Neue Zürcher Zeitung, Stand: Nach der Qualifikationsrunde |                 |     |    |    |    |         |       |        |

### Auf-/Abstiegsrunde NLA/NLB (Gruppe A)
Die beiden erstplatzierten Mannschaften stiegen in die NLA auf. Der Rest verblieb in der NLB.
| Pl.                                             | Verein                  | Sp. | S  | U | N  | Tore    | Diff. | Punkte |
| ----------------------------------------------- | ----------------------- | --- | -- | - | -- | ------- | ----- | ------ |
| 1.                                              | Grasshopper Club Zürich | 14  | 10 | 2 | 2  | 042:800 | +34   | 22     |
| 2.                                              | FC Luzern               | 14  | 10 | 2 | 2  | 030:600 | +24   | 22     |
| 3.                                              | FC Bulle                | 14  | 8  | 3 | 3  | 028:200 | +8    | 19     |
| 4.                                              | FC Basel                | 14  | 7  | 4 | 3  | 025:170 | +8    | 18     |
| 5.                                              | SR Delémont             | 14  | 4  | 2 | 8  | 014:280 | −14   | 10     |
| 6.                                              | CS Chênois              | 14  | 4  | 1 | 9  | 009:290 | −20   | 09     |
| 7.                                              | FC Locarno              | 14  | 3  | 1 | 10 | 016:310 | −15   | 07     |
| 8.                                              | FC Wil                  | 14  | 1  | 3 | 10 | 007:320 | −25   | 05     |
| Quelle: Neue Zürcher Zeitung, Stand: Saisonende |                         |     |    |   |    |         |       |        |